# Lonicera albiflora
Lonicera albiflora là một loài thực vật có hoa trong họ Kim ngân. Loài này được Torr. & A. Gray mô tả khoa học đầu tiên năm 1841.